# Michael Lupo
Michele del Marco Lupo, più noto come Michael Lupo (Genzano di Lucania, 19 gennaio 1953 – Durham, 12 febbraio 1995), è stato un serial killer italiano con cittadinanza britannica, attivo nel Regno Unito dove uccise 4 persone.

## Delitti e indagini
Il 15 marzo 1986 il trentasettenne Alex Kasson viene trovato morto in una casa abbandonata a Kensington, Londra, con il ventre ed i genitali mutilati.
Gli investigatori non riescono a fare molti progressi, in quanto non trovano legami tra la vittima e il potenziale assassino.
Poche settimane dopo, il 6 aprile, su dei binari ferroviari a Brixton viene trovato il corpo di Anthony Connolly, di ventiquattro anni, strangolato con la sua sciarpa.
Si scopre che Connolly divideva il suo appartamento con un uomo sieropositivo. Passa così molto tempo tra la scoperta del corpo e l'inizio dell'autopsia, in quanto il medico legale vuole essere sicuro che anche Connolly non fosse a sua volta positivo al virus.
Questo crea tensioni tra la polizia e la comunità gay londinese, quest'ultima infatti, non considerando le precauzioni del coroner, accusa le forze dell'ordine di procedere troppo lentamente con le indagini e di non trattare seriamente la morte di un omosessuale.
Il 18 maggio viene arrestato con l'accusa dei due omicidi Michele del Marco Lupo, noto in seguito semplicemente come Michael Lupo. Ex-soldato di origine italiana, Lupo gestiva un negozio di fiori a Chelsea. Apparentemente si era dato il soprannome di The Wolf Man, L'uomo lupo, e proclamava di avere 4000 amanti. Il 21 maggio, Lupo viene accusato di altri due omicidi recenti. Si tratta del ventunenne Damien McCluscky, anch'esso ucciso per strangolamento ed il cui corpo era stato trovato nella West London, e di un corpo non identificato, trovato nei pressi dell'Hungerford Bridge sul Tamigi. Oltre ai quattro omicidi, Lupo viene accusato di altri due tentati omicidi.

## Processo
Nel 1987, Lupo è trovato colpevole di tutte le accuse e condannato a quattro ergastoli, uno per ogni omicidio, e a 14 anni aggiuntivi per i due tentati omicidi. In seguito si aprono indagini nelle numerose città che Lupo aveva visitato nei primi anni ottanta, tra cui New York, Berlino e Los Angeles, ma non vengono trovate tracce di ulteriori eventuali crimini commessi da Lupo.

## Morte
Michael Lupo muore nel febbraio 1995, nella Prigione di Frankland a Durham, per cause legate all'AIDS. Lupo aveva contratto il virus poco prima di iniziare la sua serie di omicidi, e affermò che era stata proprio la scoperta di essere HIV positivo ad averlo portato ad uccidere.